# Grotte des Mines d'or
La grotte des Mines d'or est une cavité marine située sur la commune de Carolles dans le département de la Manche. 

## Spéléométrie
Le développement de la cavité est de 20 m.

## Géologie
La cavité s'ouvre dans des granites d'âge néoprotérozoïque.

## Les sources anciennes
Les « grottes de Carolles » sont signalées par l'abbé Lucante (1882) qui les situe sous la falaise sauvage appelée Pointe de Carolles. Les cartes postales anciennes sont les seuls documents à faire état de ces deux curiosités locales ; les noms indiqués en légende sont « grottes de la Pointe du Lude ». Le nom de « grottes dites des mines d'or » mentionné parfois sur les cartes postales est discutable, car il s'agit bien d'une grotte marine naturelle.
Cependant, une légende remontant probablement à la fin du XVIe siècle, place à l'angle des falaises, la grotte des Mines d'or que les habitants auraient exploitée. Cette légende trouve un écho dans la toponymie avec le nom de Pignon Butor (c'est-à-dire Butte d'or) qui se justifie par la présence de pyrite ou « or des fous » : son éclat métallique et sa couleur jaune ont pu faire confondre avec le métal précieux.

## Description
Les grottes marines de la falaise du Pignon Butor sont au nombre de deux, mais seule la plus grande, la grotte des Mines d'or, a fait l'objet d'un relevé topographique en 1993. La petite grotte, qui s'ouvre à quelques mètres plus au nord dans un secteur menacé par les éboulements, est plus large mais moins profonde.